# 阿塞拜疆选举
阿塞拜疆国家元首与立法机构皆由直接选举产生。阿塞拜疆总统是阿塞拜疆的国家元首，任期为七年。原先总统的任期不得超过两届，但在2009年修宪公投后总统可以无限期连任。阿塞拜疆国民议会（Milli Məclis）是阿塞拜疆的立法机构，由125名议员组成。2005年前，125名议员中的100名分别由100个单一席位选区选举产生，任期为五年，另25名议员则根据比例代表制分配。2005年起，所有125名议员皆从单一席位选区中选出。
阿塞拜疆是一党优势制国家，现在的执政党为新阿塞拜疆党。

## 历届总统选举
- 1991年阿塞拜疆總統選舉（英语：Azerbaijani presidential election, 1991）
- 1992年阿塞拜疆總統選舉（英语：Azerbaijani presidential election, 1992）
- 1993年阿塞拜疆總統選舉（英语：Azerbaijani presidential election, 1993）
- 1998年阿塞拜疆總統選舉（英语：Azerbaijani presidential election, 1998）
- 2003年阿塞拜疆總統選舉（英语：Azerbaijani presidential election, 2003）
- 2008年阿塞拜疆總統選舉（英语：Azerbaijani presidential election, 2008）
- 2013年阿塞拜疆總統選舉（英语：Azerbaijani presidential election, 2013）
- 2018年阿塞拜疆總統選舉
- 2025年阿塞拜疆總統選舉

## 历届国会选举
- 1990年阿塞拜疆最高蘇維埃選舉（英语：1990 Azerbaijani Supreme Soviet election）
- 1995年–1996年阿塞拜疆議會選舉（英语：Azerbaijani parliamentary election, 1995–1996）
- 2000年–2001年阿塞拜疆議會選舉（英语：Azerbaijani parliamentary election, 2000–2001）
- 2005年阿塞拜疆議會選舉（英语：Azerbaijani parliamentary election, 2005）
- 2010年阿塞拜疆議會選舉（英语：Azerbaijani parliamentary election, 2010）
- 2015年阿塞拜疆議會選舉（英语：Azerbaijani parliamentary election, 2015）